# 17e étape du Tour de France 2021
Pour un article plus général, voir Tour de France 2021.
La 17e étape du Tour de France 2021 se déroule le mercredi 14 juillet 2021 entre Muret et Saint-Lary-Soulan, au col de Portet, sur une distance de 178,4 kilomètres. Elle est remportée par le maillot jaune du Tour, Tadej Pogačar.

## Parcours
Les coureurs traversent deux départements, la Haute-Garonne puis les Hautes-Pyrénées. Après avoir remonté le Comminges depuis Muret, ils passent à Bagnères-de-Luchon avant de monter le col de Peyresourde (1re catégorie) qui marque la limite départementale. Puis ils doivent monter le col de Val-Louron (1re catégorie) et passent dans la vallée d'Aure, avant de terminer par l'ascension du col de Portet (hors catégorie), à Saint-Lary-Soulan, où l'arrivée est jugée à 2 215 m d'altitude.
Le tracé est orienté sud-sud-ouest jusqu'à Bagnères-de-Luchon, où se place le sprint intermédiaire au km 113,4. Il bascule à l'ouest pour les 60 derniers kilomètres sur lesquels l'ensemble des difficultés répertoriées dans le cadre du Grand Prix de la montagne sont concentrées.

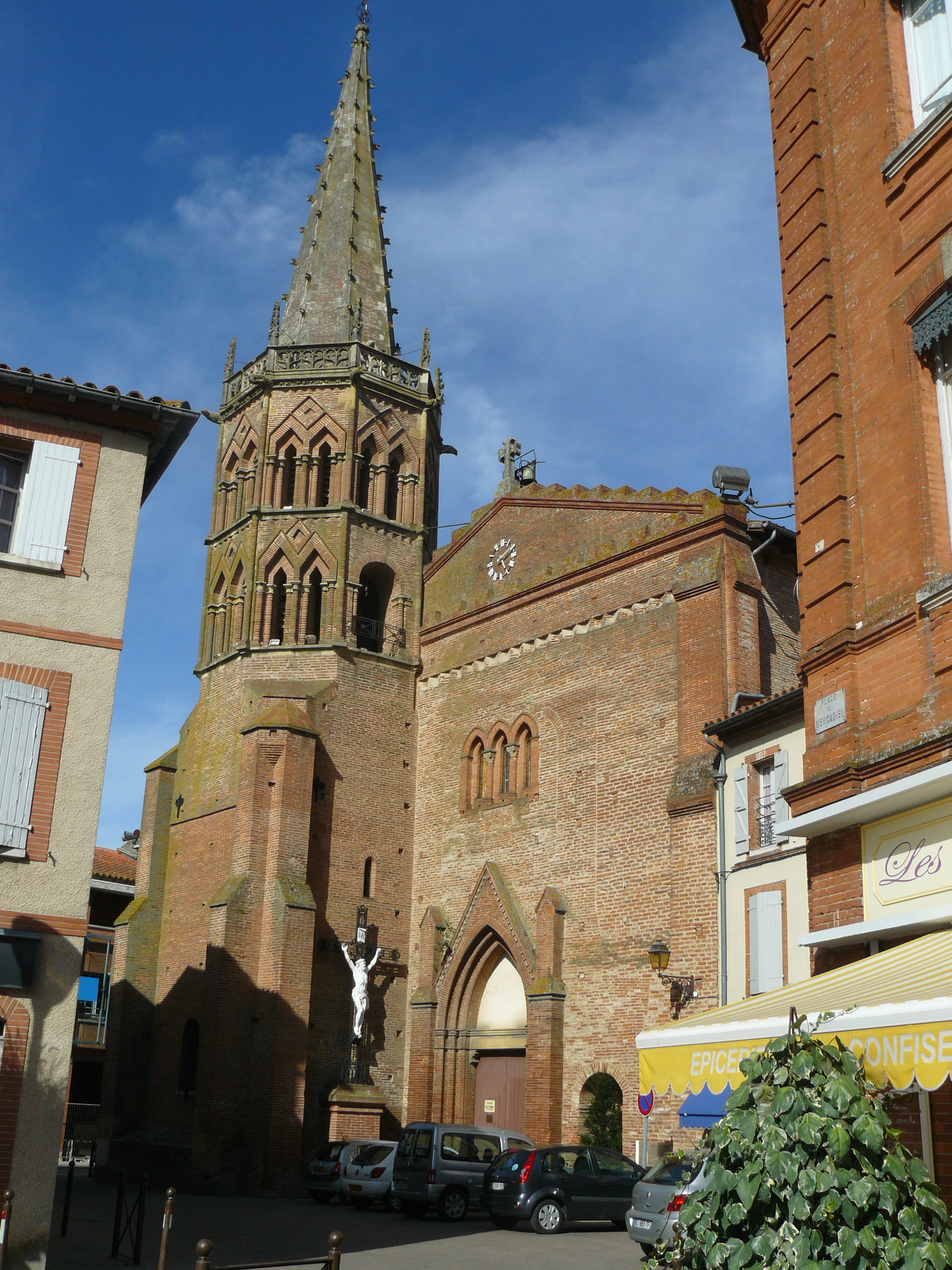
L'église Saint-Jacques de Muret.
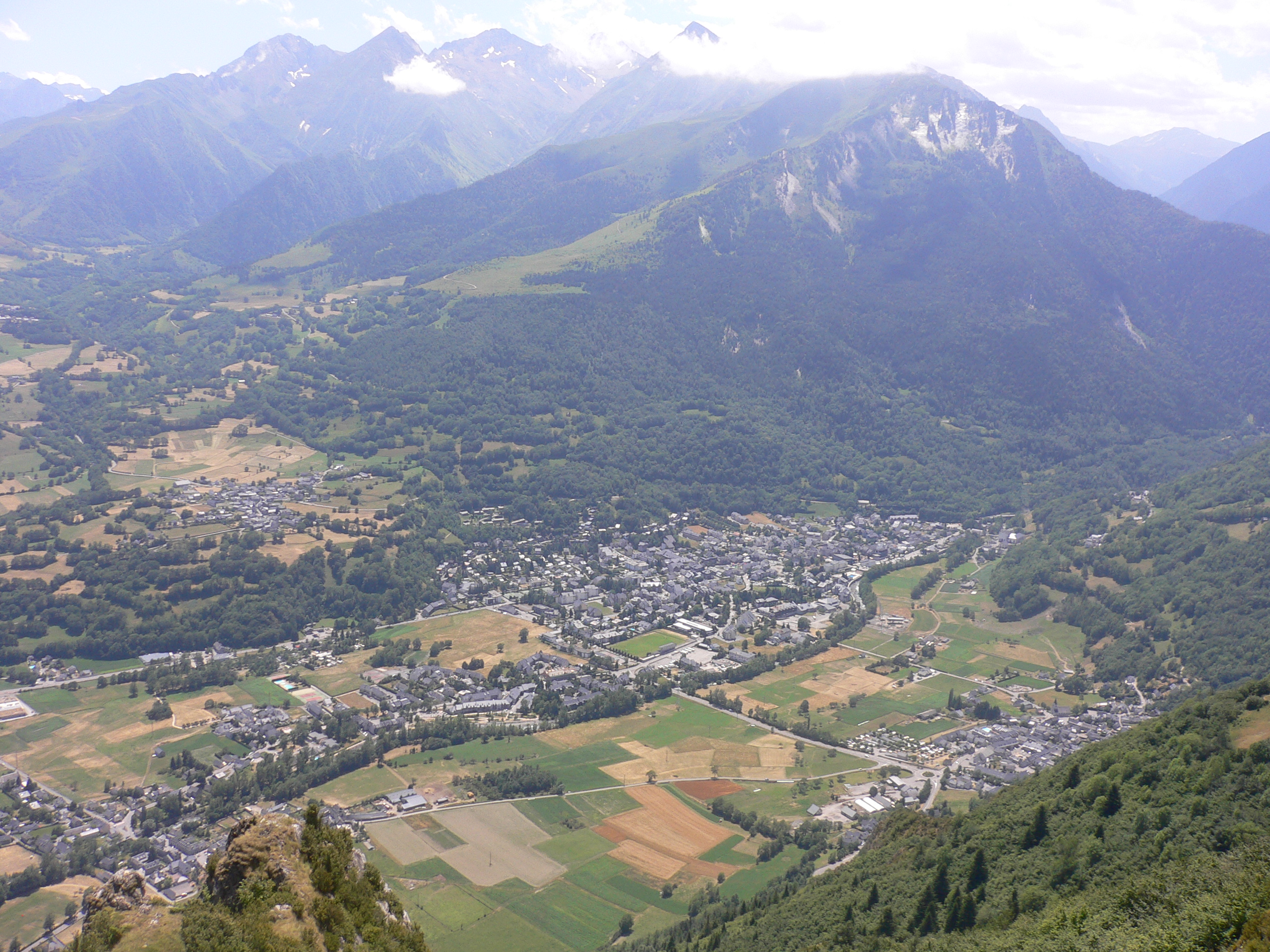
Saint-Lary-Soulan dans la vallée d'Aure.
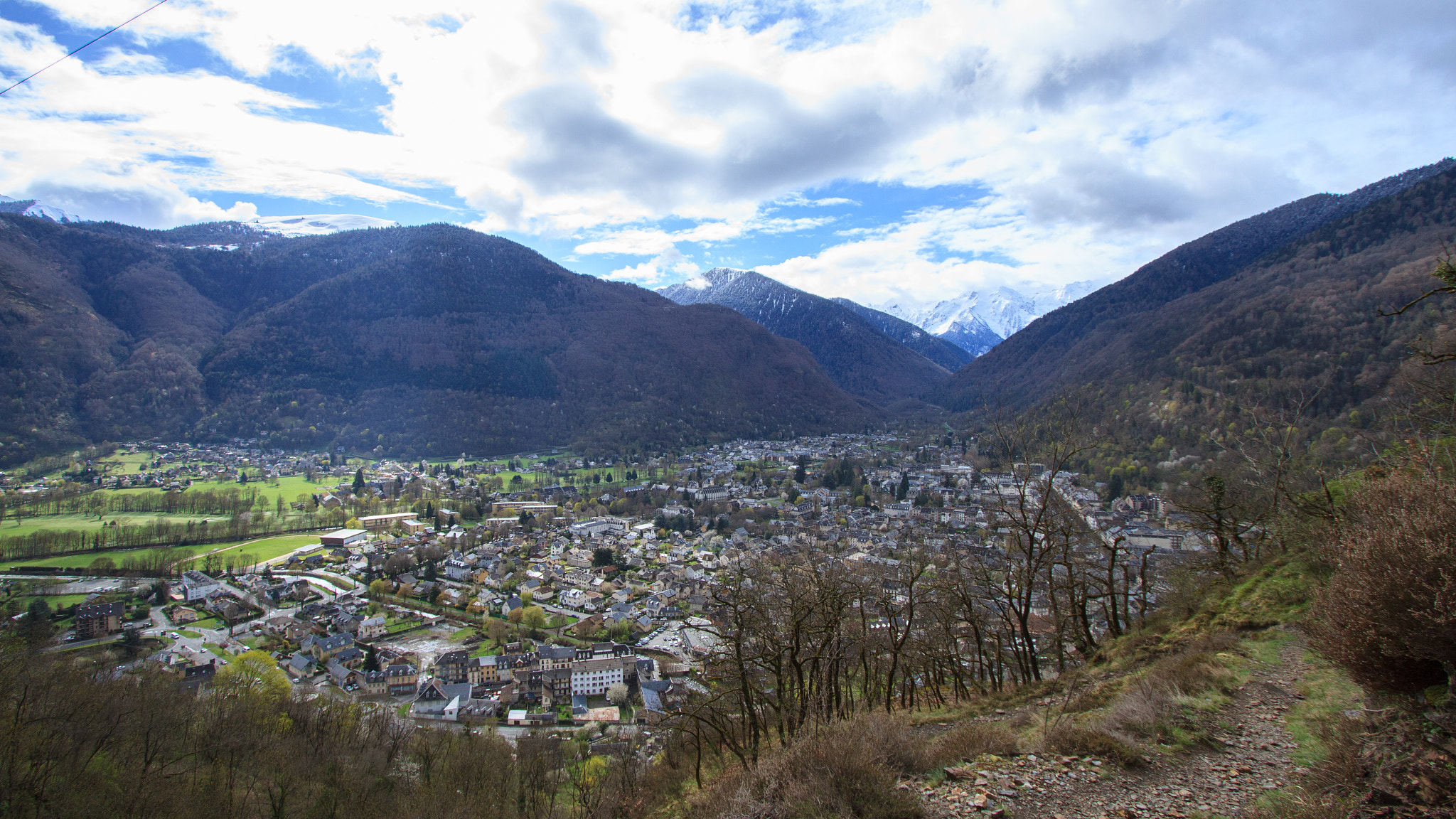
Bagnères-de-Luchon.
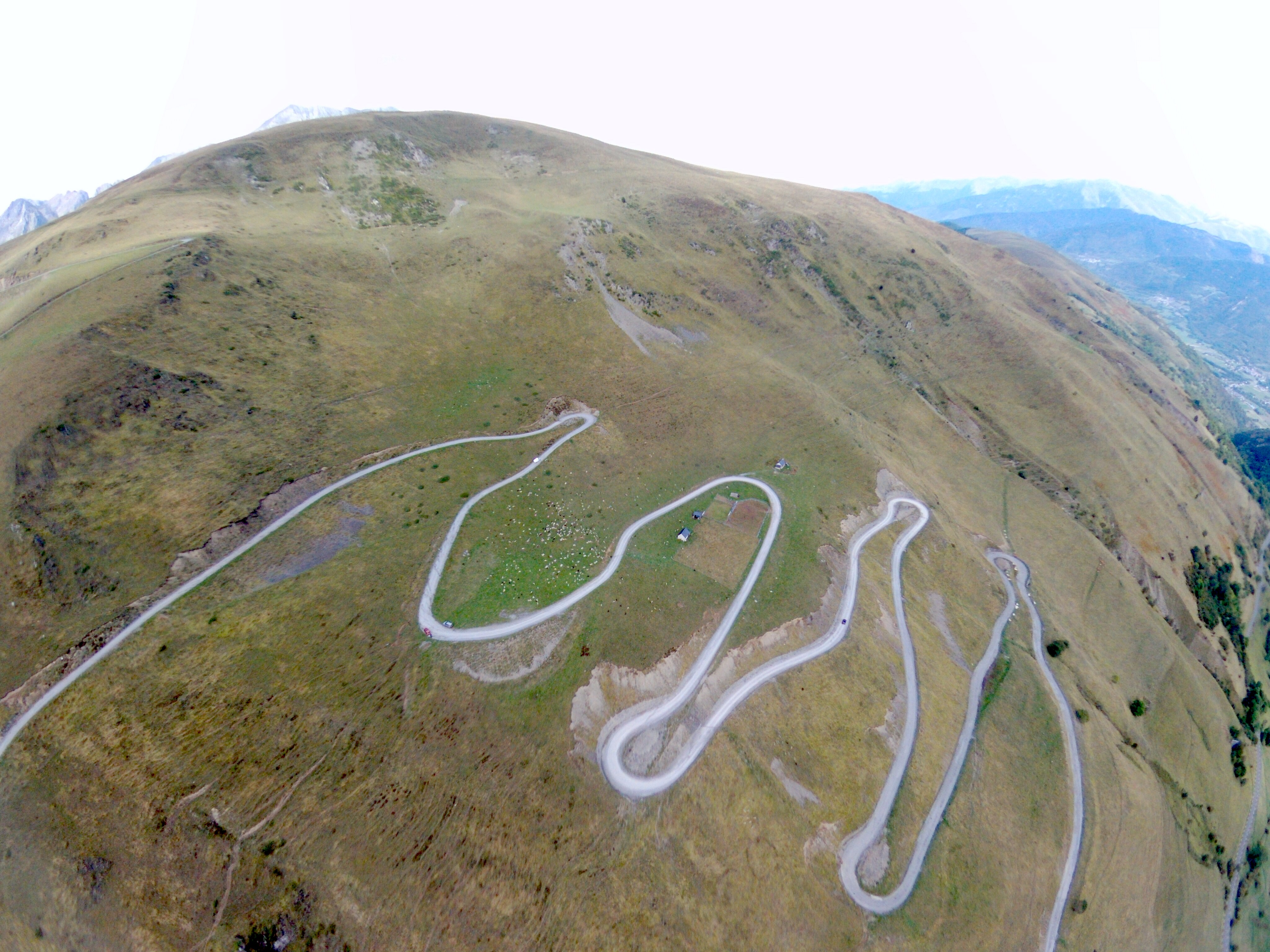
Les derniers lacets du col de Portet.

Principales communes traversées

Muret, Bérat, Pouy-de-Touges, Aurignac, Saint-Gaudens, Barbazan, Loures-Barousse, Cierp-Gaud, Bagnères-de-Luchon, Saint-Aventin, Loudenvielle, Saint-Lary-Soulan

## Déroulement de la course
Après une vaine tentative de Pierre Rolland, quatre coureurs s'extirpent du peloton à 159 km de l'arrivée : Dorian Godon, Anthony Perez, Danny van Poppel et Lukas Pöstlberger. Ils sont rejoints 12 km plus loin par Maxime Chevalier et Anthony Turgis. Les six hommes de tête comptent plus de huit minutes d'avance à Bagnères-de-Luchon. Turgis franchit en tête le col de Peyresourde, puis c'est Perez qui passe en tête le col de Val-Louron, suivi par Godon qui le rejoint dans la descente. Les deux Français entament ensemble la montée du col de Portet, avec quatre minutes d'avance sur le peloton.
Dans cette montée finale, l'équipe UAE du maillot jaune Pogačar mène le peloton qui perd de nombreux éléments. À 8,4 km de l'arrivée, Tadej Pogačar accélère et reprend le dernier homme de l'échappée, Anthony Perez. Deuxième au classement général, Rigoberto Urán est distancé à 7,5 km du but : un trio se forme en tête, composé de Tadej Pogačar, Jonas Vingegaard et Richard Carapaz. Ce dernier ne prend aucun relais, puis attaque à 2 km de l'arrivée, Pogačar résiste et Vingegaard parvient à retrouver le duo. Le champion slovène s'impose dans la brume sur la ligne, suivi par Vingegaard et Carapaz. David Gaudu, qui a réussi à maintenir l'écart avec le groupe Urán, termine quatrième.
C'est la deuxième victoire d’étape de Tadej Pogačar sur le Tour 2021, et la première dans une étape en ligne.
Après l'étape, l'office central de lutte contre les atteintes à l'environnement et à la santé publique (OCLAESP) a mené une perquisition dans l'hôtel et le bus de l'équipe Bahrain-Victorious. La perquisition a été effectuée dans le cadre de suspicions de dopage depuis l'an dernier,,.

## Résultats

### Classement de l'étape
| Classement de la 17e étape | Classement de la 17e étape | Classement de la 17e étape | Classement de la 17e étape | Classement de la 17e étape |
|                            | Coureur                    | Pays                       | Équipe                     | Temps                      |
| -------------------------- | -------------------------- | -------------------------- | -------------------------- | -------------------------- |
| 1er                        | Tadej Pogačar              | Slovénie                   | UAE Team Emirates          | en 5 h 3 min 31 s          |
| 2e                         | Jonas Vingegaard           | Danemark                   | Jumbo-Visma                | + 3 s                      |
| 3e                         | Richard Carapaz            | Équateur                   | Ineos Grenadiers           | + 4 s                      |
| 4e                         | David Gaudu                | France                     | Groupama-FDJ               | + 1 min 19 s               |
| 5e                         | Ben O'Connor               | Australie                  | AG2R Citroën               | + 1 min 26 s               |
| 6e                         | Wilco Kelderman            | Pays-Bas                   | Bora-Hansgrohe             | + 1 min 40 s               |
| 7e                         | Pello Bilbao               | Espagne                    | Bahrain Victorious         | + 1 min 44 s               |
| 8e                         | Sergio Higuita             | Colombie                   | EF Education-Nippo         | + 1 min 49 s               |
| 9e                         | Rigoberto Urán             | Colombie                   | EF Education-Nippo         | + 1 min 49 s               |
| 10e                        | Dylan Teuns                | Belgique                   | Bahrain Victorious         | + 1 min 49 s               |
| modifier                   |                            |                            |                            |                            |

### Points attribués
| Sprint intermédiaire Bagnères-de-Luchon (km 113,4) | Sprint intermédiaire Bagnères-de-Luchon (km 113,4) | Sprint intermédiaire Bagnères-de-Luchon (km 113,4) | Sprint intermédiaire Bagnères-de-Luchon (km 113,4) | Sprint intermédiaire Bagnères-de-Luchon (km 113,4) |
| -------------------------------------------------- | -------------------------------------------------- | -------------------------------------------------- | -------------------------------------------------- | -------------------------------------------------- |
|                                                    | Coureur                                            | Pays                                               | Équipe                                             | Point(s)                                           |
| 1er                                                | Danny van Poppel                                   | Pays-Bas                                           | Intermarché-Wanty-Gobert Matériaux                 | 20                                                 |
| 2e                                                 | Anthony Turgis                                     | France                                             | TotalEnergies                                      | 17                                                 |
| 3e                                                 | Dorian Godon                                       | France                                             | AG2R Citroën                                       | 15                                                 |
| 4e                                                 | Lukas Pöstlberger                                  | Autriche                                           | Bora-Hansgrohe                                     | 13                                                 |
| 5e                                                 | Anthony Perez                                      | France                                             | Cofidis                                            | 11                                                 |
| 6e                                                 | Maxime Chevalier                                   | France                                             | B&B Hotels p/b KTM                                 | 10                                                 |
| 7e                                                 | Michael Matthews                                   | Australie                                          | Team BikeExchange                                  | 9                                                  |
| 8e                                                 | Mark Cavendish                                     | Royaume-Uni                                        | Deceuninck-Quick Step                              | 8                                                  |
| 9e                                                 | Michael Mørkøv                                     | Danemark                                           | Deceuninck-Quick Step                              | 7                                                  |
| 10e                                                | Sonny Colbrelli                                    | Italie                                             | Bahrain Victorious                                 | 6                                                  |
| 11e                                                | Luka Mezgec                                        | Slovénie                                           | Team BikeExchange                                  | 5                                                  |
| 12e                                                | Jasper Philipsen                                   | Belgique                                           | Alpecin-Fenix                                      | 4                                                  |
| 13e                                                | Davide Ballerini                                   | Italie                                             | Deceuninck-Quick Step                              | 3                                                  |
| 14e                                                | Kasper Asgreen                                     | Danemark                                           | Deceuninck-Quick Step                              | 2                                                  |
| 15e                                                | Dries Devenyns                                     | Belgique                                           | Deceuninck-Quick Step                              | 1                                                  |
| modifier                                           |                                                    |                                                    |                                                    |                                                    |

| Arrivée d'étape Saint-Lary-Soulan - Col du Portet (km 178,4) | Arrivée d'étape Saint-Lary-Soulan - Col du Portet (km 178,4) | Arrivée d'étape Saint-Lary-Soulan - Col du Portet (km 178,4) | Arrivée d'étape Saint-Lary-Soulan - Col du Portet (km 178,4) | Arrivée d'étape Saint-Lary-Soulan - Col du Portet (km 178,4) |
| ------------------------------------------------------------ | ------------------------------------------------------------ | ------------------------------------------------------------ | ------------------------------------------------------------ | ------------------------------------------------------------ |
|                                                              | Coureur                                                      | Pays                                                         | Équipe                                                       | Point(s)                                                     |
| 1er                                                          | Tadej Pogačar                                                | Slovénie                                                     | UAE Team Emirates                                            | 20                                                           |
| 2e                                                           | Jonas Vingegaard                                             | Danemark                                                     | Jumbo-Visma                                                  | 17                                                           |
| 3e                                                           | Richard Carapaz                                              | Équateur                                                     | Ineos Grenadiers                                             | 15                                                           |
| 4e                                                           | David Gaudu                                                  | France                                                       | Groupama-FDJ                                                 | 13                                                           |
| 5e                                                           | Ben O'Connor                                                 | Australie                                                    | AG2R Citroën                                                 | 11                                                           |
| 6e                                                           | Wilco Kelderman                                              | Pays-Bas                                                     | Bora-Hansgrohe                                               | 10                                                           |
| 7e                                                           | Pello Bilbao                                                 | Espagne                                                      | Bahrain Victorious                                           | 9                                                            |
| 8e                                                           | Sergio Higuita                                               | Colombie                                                     | EF Education-Nippo                                           | 8                                                            |
| 9e                                                           | Rigoberto Urán                                               | Colombie                                                     | EF Education-Nippo                                           | 7                                                            |
| 10e                                                          | Dylan Teuns                                                  | Belgique                                                     | Bahrain Victorious                                           | 6                                                            |
| 11e                                                          | Enric Mas                                                    | Espagne                                                      | Movistar                                                     | 5                                                            |
| 12e                                                          | Alexey Lutsenko                                              | Kazakhstan                                                   | Astana-Premier Tech                                          | 4                                                            |
| 13e                                                          | Guillaume Martin                                             | France                                                       | Cofidis                                                      | 3                                                            |
| 14e                                                          | Louis Meintjes                                               | Afrique du Sud                                               | Intermarché-Wanty-Gobert Matériaux                           | 2                                                            |
| 15e                                                          | Ruben Guerreiro                                              | Portugal                                                     | EF Education-Nippo                                           | 1                                                            |
| modifier                                                     |                                                              |                                                              |                                                              |                                                              |

### Bonifications en temps
|   | Coureur          | Pays     | Équipe            | Secondes |
| - | ---------------- | -------- | ----------------- | -------- |
| 1 | Tadej Pogačar    | Slovénie | UAE Team Emirates | 10 s     |
| 2 | Jonas Vingegaard | Danemark | Jumbo-Visma       | 6 s      |
| 3 | Richard Carapaz  | Équateur | Ineos Grenadiers  | 4 s      |

### Cols et côtes
| Col de Peyresourde (km 129,1) 1re catégorie (13,2 km à 7,0 %) | Col de Peyresourde (km 129,1) 1re catégorie (13,2 km à 7,0 %) | Col de Peyresourde (km 129,1) 1re catégorie (13,2 km à 7,0 %) | Col de Peyresourde (km 129,1) 1re catégorie (13,2 km à 7,0 %) | Col de Peyresourde (km 129,1) 1re catégorie (13,2 km à 7,0 %) |
| ------------------------------------------------------------- | ------------------------------------------------------------- | ------------------------------------------------------------- | ------------------------------------------------------------- | ------------------------------------------------------------- |
|                                                               | Coureur                                                       | Pays                                                          | Équipe                                                        | Point(s)                                                      |
| 1er                                                           | Anthony Turgis                                                | France                                                        | TotalEnergies                                                 | 10                                                            |
| 2e                                                            | Anthony Perez                                                 | France                                                        | Cofidis                                                       | 8                                                             |
| 3e                                                            | Dorian Godon                                                  | France                                                        | AG2R Citroën                                                  | 6                                                             |
| 4e                                                            | Maxime Chevalier                                              | France                                                        | B&B Hotels p/b KTM                                            | 4                                                             |
| 5e                                                            | Lukas Pöstlberger                                             | Autriche                                                      | Bora-Hansgrohe                                                | 2                                                             |
| 6e                                                            | Danny van Poppel                                              | Pays-Bas                                                      | Intermarché-Wanty-Gobert Matériaux                            | 1                                                             |
| modifier                                                      |                                                               |                                                               |                                                               |                                                               |

| Col de Val Louron-Azet (km 117) 1re catégorie (7,4 km à 8,3 %) | Col de Val Louron-Azet (km 117) 1re catégorie (7,4 km à 8,3 %) | Col de Val Louron-Azet (km 117) 1re catégorie (7,4 km à 8,3 %) | Col de Val Louron-Azet (km 117) 1re catégorie (7,4 km à 8,3 %) | Col de Val Louron-Azet (km 117) 1re catégorie (7,4 km à 8,3 %) |
| -------------------------------------------------------------- | -------------------------------------------------------------- | -------------------------------------------------------------- | -------------------------------------------------------------- | -------------------------------------------------------------- |
|                                                                | Coureur                                                        | Pays                                                           | Équipe                                                         | Point(s)                                                       |
| 1er                                                            | Anthony Perez                                                  | France                                                         | Cofidis                                                        | 10                                                             |
| 2e                                                             | Dorian Godon                                                   | France                                                         | AG2R Citroën                                                   | 8                                                              |
| 3e                                                             | Anthony Turgis                                                 | France                                                         | TotalEnergies                                                  | 6                                                              |
| 4e                                                             | Wout Poels                                                     | Pays-Bas                                                       | Bahrain Victorious                                             | 4                                                              |
| 5e                                                             | Nairo Quintana                                                 | Colombie                                                       | Arkéa-Samsic                                                   | 2                                                              |
| 6e                                                             | Tadej Pogačar                                                  | Slovénie                                                       | UAE Team Emirates                                              | 1                                                              |
| modifier                                                       |                                                                |                                                                |                                                                |                                                                |

| Saint-Lary-Soulan - Col du Portet (km 178,4) Hors catégorie (16,0 km à 8,7 %) | Saint-Lary-Soulan - Col du Portet (km 178,4) Hors catégorie (16,0 km à 8,7 %) | Saint-Lary-Soulan - Col du Portet (km 178,4) Hors catégorie (16,0 km à 8,7 %) | Saint-Lary-Soulan - Col du Portet (km 178,4) Hors catégorie (16,0 km à 8,7 %) | Saint-Lary-Soulan - Col du Portet (km 178,4) Hors catégorie (16,0 km à 8,7 %) |
| ----------------------------------------------------------------------------- | ----------------------------------------------------------------------------- | ----------------------------------------------------------------------------- | ----------------------------------------------------------------------------- | ----------------------------------------------------------------------------- |
|                                                                               | Coureur                                                                       | Pays                                                                          | Équipe                                                                        | Point(s)                                                                      |
| 1er                                                                           | Tadej Pogačar                                                                 | Slovénie                                                                      | UAE Team Emirates                                                             | 40                                                                            |
| 2e                                                                            | Jonas Vingegaard                                                              | Danemark                                                                      | Jumbo-Visma                                                                   | 30                                                                            |
| 3e                                                                            | Richard Carapaz                                                               | Équateur                                                                      | Ineos Grenadiers                                                              | 24                                                                            |
| 4e                                                                            | David Gaudu                                                                   | France                                                                        | Groupama-FDJ                                                                  | 20                                                                            |
| 5e                                                                            | Ben O'Connor                                                                  | Australie                                                                     | AG2R Citroën                                                                  | 16                                                                            |
| 6e                                                                            | Wilco Kelderman                                                               | Pays-Bas                                                                      | Bora-Hansgrohe                                                                | 12                                                                            |
| 7e                                                                            | Pello Bilbao                                                                  | Espagne                                                                       | Bahrain Victorious                                                            | 8                                                                             |
| 8e                                                                            | Sergio Higuita                                                                | Colombie                                                                      | EF Education-Nippo                                                            | 4                                                                             |
| modifier                                                                      |                                                                               |                                                                               |                                                                               |                                                                               |

### Prix de la combativité
- Anthony Perez (Cofidis)

## Classements à l'issue de l'étape

### Classement général
| Classement général | Classement général | Classement général | Classement général  | Classement général  |
|                    | Coureur            | Pays               | Équipe              | Temps               |
| ------------------ | ------------------ | ------------------ | ------------------- | ------------------- |
| 1er                | Tadej Pogačar      | Slovénie           | UAE Team Emirates   | en 71 h 26 min 27 s |
| 2e                 | Jonas Vingegaard   | Danemark           | Jumbo-Visma         | + 5 min 39 s        |
| 3e                 | Richard Carapaz    | Équateur           | Ineos Grenadiers    | + 5 min 43 s        |
| 4e                 | Rigoberto Urán     | Colombie           | EF Education-Nippo  | + 7 min 17 s        |
| 5e                 | Ben O'Connor       | Australie          | AG2R Citroën        | + 7 min 34 s        |
| 6e                 | Wilco Kelderman    | Pays-Bas           | Bora-Hansgrohe      | + 8 min 6 s         |
| 7e                 | Enric Mas          | Espagne            | Movistar            | + 9 min 48 s        |
| 8e                 | Alexey Lutsenko    | Kazakhstan         | Astana-Premier Tech | + 10 min 4 s        |
| 9e                 | Guillaume Martin   | France             | Cofidis             | + 11 min 51 s       |
| 10e                | Pello Bilbao       | Espagne            | Bahrain Victorious  | + 12 min 53 s       |
| modifier           |                    |                    |                     |                     |

| Classement par points | Classement par points | Classement par points | Classement par points | Classement par points |
| --------------------- | --------------------- | --------------------- | --------------------- | --------------------- |
|                       | Coureur               | Pays                  | Équipe                | Point(s)              |
| 1er                   | Mark Cavendish        | Royaume-Uni           | Deceuninck-Quick Step | 287 points            |
| 2e                    | Michael Matthews      | Australie             | Team BikeExchange     | 251 pts               |
| 3e                    | Sonny Colbrelli       | Italie                | Bahrain Victorious    | 201 pts               |
| 4e                    | Jasper Philipsen      | Belgique              | Alpecin-Fenix         | 178 pts               |
| 5e                    | Julian Alaphilippe    | France                | Deceuninck-Quick Step | 135 pts               |
| 6e                    | Tadej Pogačar         | Slovénie              | UAE Emirates          | 126 pts               |
| 7e                    | Michael Mørkøv        | Danemark              | Deceuninck-Quick Step | 102 pts               |
| 8e                    | Wout van Aert         | Belgique              | Jumbo-Visma           | 101 pts               |
| 9e                    | Patrick Konrad        | Autriche              | Bora-Hansgrohe        | 85 pts                |
| 10e                   | Matej Mohorič         | Slovénie              | Bahrain Victorious    | 81 pts                |
| modifier              |                       |                       |                       |                       |

| Classement du meilleur grimpeur | Classement du meilleur grimpeur | Classement du meilleur grimpeur | Classement du meilleur grimpeur | Classement du meilleur grimpeur |
| ------------------------------- | ------------------------------- | ------------------------------- | ------------------------------- | ------------------------------- |
|                                 | Coureur                         | Pays                            | Équipe                          | Point(s)                        |
| 1er                             | Wout Poels                      | Pays-Bas                        | Bahrain Victorious              | 78 points                       |
| 2e                              | Tadej Pogačar                   | Slovénie                        | UAE Team Emirates               | 67 pts                          |
| 3e                              | Nairo Quintana                  | Colombie                        | Arkéa-Samsic                    | 66 pts                          |
| 4e                              | Michael Woods                   | Canada                          | Israel Start-Up Nation          | 66 pts                          |
| 5e                              | Wout van Aert                   | Belgique                        | Jumbo-Visma                     | 64 pts                          |
| 6e                              | Jonas Vingegaard                | Danemark                        | Jumbo-Visma                     | 50 pts                          |
| 7e                              | Bauke Mollema                   | Pays-Bas                        | Trek-Segafredo                  | 41 pts                          |
| 8e                              | Ben O'Connor                    | Australie                       | AG2R Citroën                    | 40 pts                          |
| 9e                              | Anthony Perez                   | France                          | Cofidis                         | 37 pts                          |
| 10e                             | Richard Carapaz                 | Équateur                        | Ineos Grenadiers                | 32 pts                          |
| modifier                        |                                 |                                 |                                 |                                 |

| Classement général du meilleur jeune | Classement général du meilleur jeune | Classement général du meilleur jeune | Classement général du meilleur jeune | Classement général du meilleur jeune |
|                                      | Coureur                              | Pays                                 | Équipe                               | Temps                                |
| ------------------------------------ | ------------------------------------ | ------------------------------------ | ------------------------------------ | ------------------------------------ |
| 1er                                  | Tadej Pogačar                        | Slovénie                             | UAE Team Emirates                    | en 71 h 26 min 27 s                  |
| 2e                                   | Jonas Vingegaard                     | Danemark                             | Jumbo-Visma                          | + 5 min 39 s                         |
| 3e                                   | David Gaudu                          | France                               | Groupama-FDJ                         | + 15 min 42 s                        |
| 4e                                   | Aurélien Paret-Peintre               | France                               | AG2R Citroën                         | + 31 min 48 s                        |
| 5e                                   | Sergio Higuita                       | Colombie                             | EF Education-Nippo                   | + 1 h 2 min 18 s                     |
| 6e                                   | Mark Donovan                         | Royaume-Uni                          | Team DSM                             | + 1 h 47 min 47 s                    |
| 7e                                   | Valentin Madouas                     | France                               | Groupama-FDJ                         | + 1 h 57 min 32 s                    |
| 8e                                   | Neilson Powless                      | États-Unis                           | EF Education-Nippo                   | + 2 h 3 min 6 s                      |
| 9e                                   | Jonas Rutsch                         | Allemagne                            | EF Education-Nippo                   | + 2 h 26 min 4 s                     |
| 10e                                  | Dorian Godon                         | France                               | AG2R Citroën                         | + 2 h 30 min 45 s                    |
| modifier                             |                                      |                                      |                                      |                                      |

| Classement par équipes | Classement par équipes | Classement par équipes | Classement par équipes |
|                        | Équipe                 | Pays                   | Temps                  |
| ---------------------- | ---------------------- | ---------------------- | ---------------------- |
| 1re                    | Bahrain Victorious     | Bahreïn                | en 214 h 54 min 46 s   |
| 2e                     | EF Education-Nippo     | États-Unis             | + 34 min 16 s          |
| 3e                     | AG2R Citroën           | France                 | + 1 h 4 min 8 s        |
| 4e                     | Ineos Grenadiers       | Royaume-Uni            | + 1 h 9 min 16 s       |
| 5e                     | Jumbo-Visma            | Pays-Bas               | + 1 h 13 min 53 s      |
| 6e                     | Bora-Hansgrohe         | Allemagne              | + 1 h 31 min 34 s      |
| 7e                     | Movistar               | Espagne                | + 1 h 38 min 2 s       |
| 8e                     | Astana-Premier Tech    | Kazakhstan             | + 1 h 40 min 9 s       |
| 9e                     | Trek-Segafredo         | États-Unis             | + 1 h 47 min 42 s      |
| 10e                    | UAE Team Emirates      | Émirats arabes unis    | + 2 h 22 min 48 s      |
| modifier               |                        |                        |                        |

## Abandons
- Steven Kruijswijk (Jumbo-Visma) : abandon[6], conséquence de forts maux de tête depuis plusieurs jours[7].